# Наріно
Наріно (Scytalopus vicinior) — вид горобцеподібних птахів родини галітових (Rhinocryptidae).

## Поширення
Вид поширений вздовж тихоокеанському схилу Анд на заході Колумбії та Еквадору. Він досить поширений у підліску та на узліссях гірських лісів, переважно на висоті від 1250 до 2000 метрів над рівнем моря.